# Jefry Marté
Jefry Leonal Marté Paulino (né le 21 juin 1991 à La Romana, République dominicaine) est un joueur de premier but et de troisième but de la Ligue majeure de baseball de 2015 à 2018.

## Carrière
Jefry Marté signe son premier contrat professionnel en 2007 avec les Mets de New York. Avant d'atteindre à 24 ans le plus haut niveau, il passe par trois organisations en ligues mineures, où il débute en 2008 : les Mets, les Athletics d'Oakland et les Tigers de Détroit.
Après avoir été joueur étoile de la Ligue Eastern en 2012, Marté est échangé aux Athletics le 18 décembre suivant contre le voltigeur Collin Cowgill. Devenu agent libre, Marté signe un contrat chez les Tigers après la saison 2014 et fait bonne impression au camp d'entraînement suivant. Détroit l'assigne au club-école de Toledo pour amorcer la saison 2015, lui donnant sa première chance d'évoluer au niveau Triple-A des ligues mineures.
Jefry Marté fait ses débuts dans le baseball majeur avec les Tigers de Détroit le 5 juillet 2015. Le 8 juillet suivant face aux Mariners de Seattle, il réussit un double puis un coup de circuit aux dépens du lanceur J. A. Happ pour son premier coup sûr et son premier coup de quatre buts dans les majeures. À l'origine un joueur de troisième but dans les rangs mineurs, Marté est premier but à Détroit afin de remplacer Miguel Cabrera, blessé. En 33 matchs joués pour les Tigers en 2015, Marte frappe 17 coups sûrs, dont 4 circuits, pour une moyenne au bâton de ,213 avec 11 points produits.
Le 27 janvier 2016, Détroit échange Marté aux Angels de Los Angeles contre Kody Eaves, un joueur de deuxième but des ligues mineures.